# Etruskiska städer

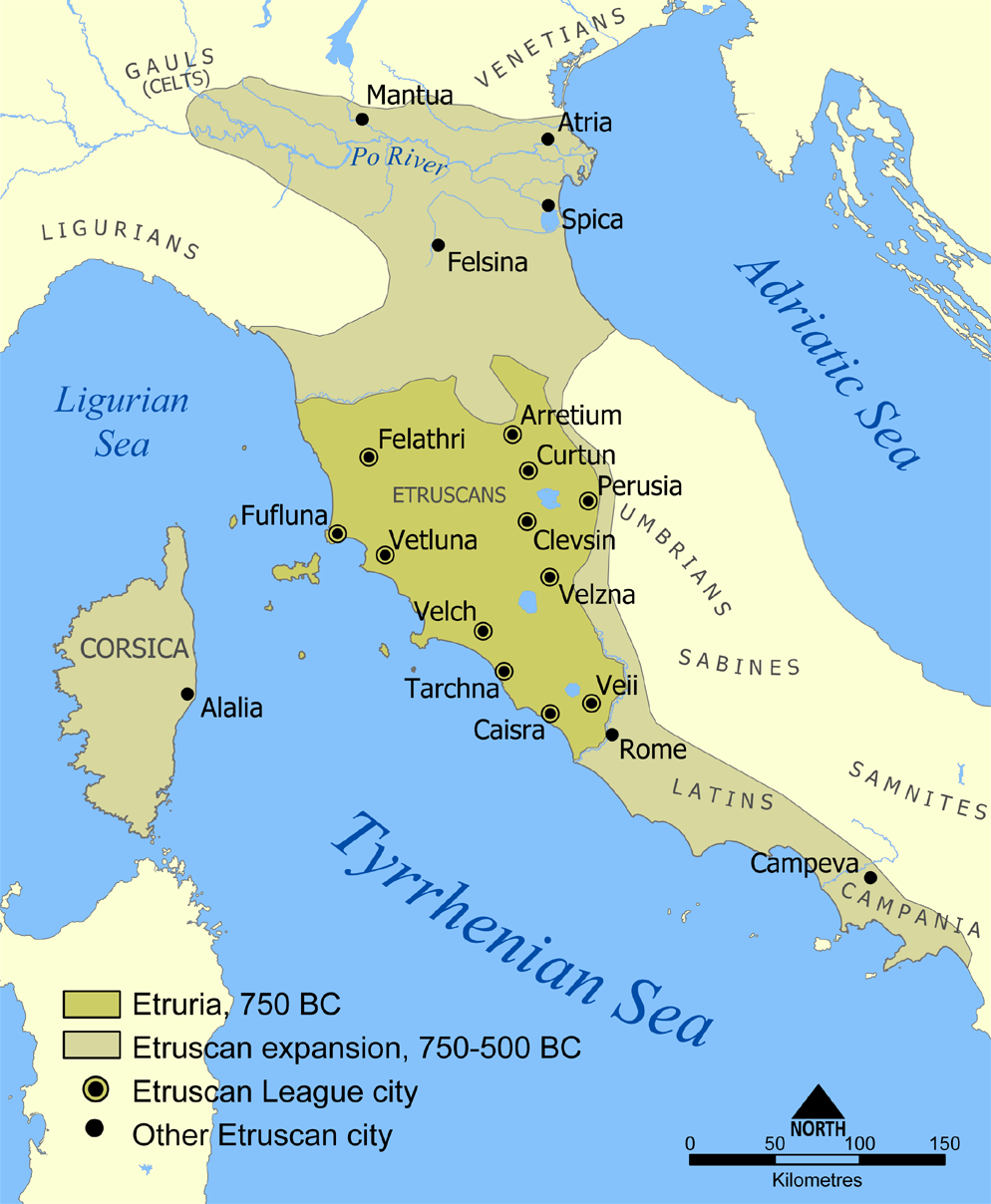
Några av de etruskiska städerna.

Etruskiska städer blomstrade i Italien under den romanska järnåldern och markerade den etruskiska kulturens utbredning. De assimilerades gradvis, först av italerna i söder, sedan av kelterna i norr och slutligen av den växande romerska republiken.
Det var välkänt bland romerska författare att många romerska städer var gamla etruskiska städer. De etruskiska namnen på de största av dessa städer överlevde genom inskrifter och är listade nedan. Vissa städer grundades av etrusker i förhistorisk tid och hade helt etruskiska namn. Andra koloniserades av etruskerna och döptes om till något etruskiskt.
Vi vet att de tolv största städerna i Etrurien ingick i ett slags förbund. Exakt vilka dessa städer var är emellertid något osäkert.

## Tabell över städer i Etrurien på etruskiska, latin och italienska
| Etruskiska                      | Latin                           | Italienska                       |
| Dodecapolikandidater            |                                 |                                  |
| Aret-                           | Arrētium                        | Arezzo                           |
| Chaire, Chaisrie, Caisra, Cisra | Caere, Agylla                   | Cerveteri och dess frazione Ceri |
| Clevsin                         | Clusium, Camars                 | Chiusi                           |
| Curtun                          | Cortōna                         | Cortona                          |
| Perusna, Persna                 | Perusia                         | Perugia                          |
| Pupluna, Fufluna                | Populōnia                       | Populonia                        |
| Tarchuna, Tarchna               | Tarquinii                       | Tarquinia, Corneto               |
| Vatluna, Vetluna                | Vetulōnia                       | Vetulonia                        |
| Veia                            | Veii                            | övergiven                        |
| Velathri                        | Volaterrae                      | Volterra                         |
| Velch, Velcal, Velcl            | Vulci                           | Volci                            |
| Velzna-                         | Volsinii                        | Bolsena eller Orvieto?           |
| Andra etruriska                 |                                 |                                  |
| Capna                           | Capena                          | Capena                           |
|                                 | Careiae, Careae                 | Galera, övergiven idag           |
| Cusi                            | Cosa                            | Orbetello                        |
| Hepa?                           | Heba (grekiskt namn)            | Magliano (i Toscana)             |
| Narce?                          | Narce                           | Mazzano Romano                   |
| Nepete, Nepet                   | Colonia Nepensis                | Nepi                             |
|                                 | Rusellae                        | nära dagens Roselle Terme        |
| Saena?, Sena                    | Sena Julia                      | Siena                            |
| Sveama-, Suana                  | Suana                           | Sovana                           |
| Statna?                         | Statōnia                        | Poggio Buco                      |
| Surina, Surna                   | Surriīna                        | Viterbo?                         |
| Suthri                          | Sutrium                         | Sutri                            |
| Tlamu                           | Telamōn                         | Talamone                         |
| (Tular)                         | Tuder                           | Todi                             |
| Visul, Vipsul                   | Faesulae                        | Fiesole                          |
| Norra delen                     |                                 |                                  |
| Arimna                          | Ariminum                        | Rimini                           |
| Atria, Hatria                   | Adria                           | Adria                            |
| Ceisna                          | Caesena                         | Cesena                           |
| Felsina                         | Bonōnia                         | Bologna                          |
| Manthva                         | Mantua                          | Mantua, Mantova                  |
| Misa?                           |                                 | Marzabotto                       |
| Mutina                          | Mutina                          | Modena                           |
| Parma                           | Parma                           | Parma                            |
| Ravena, Ravna                   | Ravenna                         | Ravenna                          |
| Spina                           | Spina                           | övergiven                        |
| Södra delen                     |                                 |                                  |
|                                 | Acerrae                         | Acerra                           |
| Capua, Capeva                   | Capua                           | Capua                            |
| Inarime(?)                      | Pitecusa, grekiska Pithekoussai | Ischia                           |
| Irnthi                          | Salernum                        | Salerno                          |
| Nula, Nuvla                     | Nola                            | Nola                             |
| Pumpai?                         | Pompeii                         | förstörd                         |
| Ruma                            | Rōma                            | Roma                             |
|                                 | Suessula                        | övergiven                        |
| Tuscana, Tuscna                 | Tuscāna                         | Tuscania                         |
| Korsikanska                     |                                 |                                  |
| Alalia                          | Aleria                          | Aleria                           |